# Jules Vandooren
Jules Vandooren (30 de dezembro de 1908 - 7 de janeiro de 1985) foi um futebolista francês. Ele competiu na Copa do Mundo FIFA de 1934, sediada na Itália.